# تاکاشی نومورا
تاکاشی نومورا (انگلیسی: Takashi Nomura; ۱۸ فوریهٔ ۱۹۲۷ – ۵ مهٔ ۲۰۱۵) فیلم‌بردار، کارگردان فیلم، و بازیگر اهل ژاپن بود.